# Пушкарёв, Валерий Васильевич
Валерий Васильевич Пушкарёв (род. 1941) — советский ватерполист. Трёхкратный чемпион СССР и двукратный чемпион Европы. Мастер спорта СССР (1962). Заслуженный мастер спорта СССР (1988). 

## Биография
Родился 7 августа 1941 года.
Выступал за клубы СКИФ (Ленинград) и МГУ (Москва). В его составе трижды стал чемпионом СССР (1972—1974).
Трижды играл на чемпионатах Европы в составе сборной СССР. Серебряный призёр чемпионата Европы (1962). Чемпион Европы (1966, 1970).
Работал тренером и в Федерации водного поло г. Москвы.